# Apeadero de Alvor
El Apeadero de Alvor, igualmente conocido como Estación de Alvor, es una antigua plataforma ferroviaria de la Línea del Algarve, que servía a la parroquia de Alvor, en el ayuntamiento de Portimão, en Portugal.

## Características y servicios
Este apeadero se encuentra retirado del servicio.

## Historia
El tramo entre Portimão y Lagos de la Línea del Algarve, en el cual este apeadero se inserta, abrió a la explotación el 30 de julio de 1922.
En 1984, este apeadero era utilizado por servicios de pasajeros Regionales y Directos.